# Monticello (Maine)
Monticello – miasto w Stanach Zjednoczonych, w stanie Maine, w hrabstwie Aroostook.